# Orgue et Liturgie
Orgue et Liturgie (französisch; Orgel und Liturgie) der Schola Cantorum (Abk. SC OL) ist eine in den Éditions Musicales de la Schola Cantorum et de la Procure Générale de Musique in Paris erschienene Beispielsammlung von Orgelmusik, einige für Orgel mit verschiedenen anderen Instrumenten. Die Reihe erschien von den 1920er Jahren bis 1968, sie wurde von Norbert Dufourcq, Félix Raugel und Jean de Valois herausgegeben. In ihr erschienen schwerpunktmäßig liturgische Orgelwerke. Es ist eine der wichtigsten Beispielsammlungen zur Geschichte dieses Teilbereichs der Orgelmusik. Sie enthält sowohl alte Werke als auch moderne. Zahlreiche Musikwissenschaftler und Organisten haben an ihr mitgewirkt. Die folgende nach Nummern sortierte Übersicht erhebt keinen Anspruch auf Aktualität oder Vollständigkeit:

## Übersicht
- 1 Pâques / Ostern

Johann Pachelbel: Da Jesu an dem Kreuze stund
Johann Hermann Schein: Christ lag in Todesbanden
Anonyme XVe: Christ ist erstanden
Johann Caspar Ferdinand Fischer: Christ ist erstanden
Jean-François Dandrieu: Offertoire pour le jour de Pâques
Johann Georg Albrechtsberger: Ite missa est, Alleluia
Henriette Puig-Roget: Deploracion por la Semana santa
André Fleury: Choral sur Vexilla Regis
Jean Langlais: Incantation pour un jour saint
- 2 L’orgue en Europe aux XVIe et XVIIe siècles / Die Orgel in Europa im 16. und 17. Jahrhundert

Arnolt Schlick: Da pacem
Antonio de Cabezón: Variations sur le Chant du chevalier
Johann Pachelbel: Fantaisie
Matthew Locke: Toccata (de Melothesia)
Francisco Correa de Arauxo: Tiento du IVe ton „A Modo de Cancion“
Henry Purcell: Trompette et air
Gilles Jullien: Trois pièces de la Suite du 2e ton: Prélude, Fugue renversée à 5, Dialogue.
- 3 Giovanni Pierluigi da Palestrina

Huit Ricercari dans les 8 tons / Acht Ricercare in den 8 Kirchentonarten
- 4 Noël / Weihnachten

Samuel Scheidt: A solis ortus cardine
Samuel Scheidt: Gelobet seist du, Jesu Christ
Johann Pachelbel: Gelobet seist du, Jesu Christ
Georg Böhm: Gelobet seist du, Jesu Christ
Johann Gottfried Walther: Gelobet seist du, Jesu Christ
Jean-François Dandrieu: Laissez paistre vos bestes
Jean-François Dandrieu: Voici le jour solennel
Gaston Litaize: Noël basque
Jean-Jacques Grunenwald: Variations brèves sur un Noël du XVIe siècle: Je me suis levé par un matinet
- 5 Ricercari / Ricercare

Luzzasco Luzzaschi: Ricercare per organo
Girolamo Frescobaldi: Ricercare con obbligo di cantare la quinta parte senza toccaria
Francesco Soriano: Canzona en forme de ricercare
Floriano Arresti: Ricercare per organo
Johann Pachelbel: Ricercare
Johann Krieger: Prélude et ricercare
Simone Plé: Ricercare sur le Kyrie „Cum Jubilo“
Antoine Reboulot: Ricercare
- 6 Louis Couperin (1626–1661)

L’Œuvre d’orgue: Allemande, 5 Sarabandes, 6 Chaconnes, Passacaille en sol, 5 pièces de fantaisie
- 7 Johann Sebastian Bach

Extraits de l’autographe de Leipzig / Auswahl aus den Leipziger Chorälen: Nun komm, der Heiden Heiland BWV 659; Schmücke dich, o liebe Seele BWV 654; Wachet auf, ruft uns die Stimme BWV 645; Allein Gott in der Hoh' sei Ehr' BWV 663 & 662; Erbarm' dich mein, o Herre Gott BWV 721
- 8 Hymnes et antiennes / Hymnen und Wechselgesänge

Arnolt Schlick: Salve Regina
Thomas Tallis: Iam lucis orto sidere
Giovanni Battista Fasolo: Pange lingua
Peter Cornet: Salve
Miguel López: Versos per l'Entrada de la Salve
Henri Nibelle: Prélude et fugue sur Ave Maris Stella
André Fleury: Trois versets sur A solis ortus cardine
Dom Clément Jacob: Verset sur Veni creator
- 9 Orgue et cuivres / Orgel und Blechbläser

Gaston Litaize: Cortège (3 Trp., 3 Pos.)
Henri Gagnebin: Sonata da chiesa per la Pasqua (Trp.)
- 10 Toccata

Toccaten von Georg Muffat, John Blow, André Amellér, Henriette Puig-Roget
- 11 Notre-Dame / Unsere Frau

Paul Hofhaimer: Salve Regina
Claudio Merulo: 4 versets pour le Kyrie Cum Jubilo
Girolamo Frescobaldi: Ave Maris Stella
Albert Bertelin: Ave Maria
Flor Peeters: Alma Redemptoris Mater
Rolande Falcinelli: Rosa Mystica
- 12 Auguste Fauchard: Le mystère de Noël

Poème symphonique sous forme de 7 chorals variés sur l’Hymne Jesu Redemptor Omnium
- 13 François Campion (1686–1747)

Pièces pour luth (Transcription Jehan Alain)
Première suite: Prélude, Allemande, I & II, Air Gigue, Fugue
Deuxième suite: Prélude, Courante, I & II, Gavotte, I & II, Rondeau, Sonatine
Troisième suite: Prélude, Gavotte, Sonatine, Gigue, Fugue
- 14 À la Vierge / Der Jungfrau

Paul Hofhaimer: Ave Maris Stella
Arnolt Schlick: Maria zart von edler Art
Eustache du Caurroy: Fantaisie sur Ave Maris Stella
Henri Nibelle: Prélude, Fugue
Hendrik Andriessen: Offertoire Assumpta est Maria
Paul Berthier: Jam hiems
Simone Plé: Regina caeli ... (Variations, mélismes)
- 15 La fugue au XVIIIe siècle / Die Fuge im 18. Jahrhundert

Nikolaus Bruhns: Praeludium & double fugue
Johann Gottfried Walther: Toccata & Fugue
Friedrich Wilhelm Zachow: Praeludium & Fugue
Giovanni Maria Casini: Triple fugue (Pensiero terzo)
Bohuslav Matěj Černohorský: Fugue en la
- 16 Nicolas Lebègue (1631–1702)

Noëls variés
Puer nobis nascitur; À la venue de Noël; Une Vierge Pucelle; Noël pour l'amour de Marie; Noël cette journée; Or nous ditte Marie; Les Bourgeois de Chatre; Laissez paistre vos Bestes; Où s'en vont ces gays bergers; Les Cloches; A la venue de Noël (dialogue); Laissez paistre Vos Bestes (à 2 parties); Le petit nouveau né
- 17 Vincent Lübeck (1654–1740)

Sechs Präludien und Fugen
- 18 Au Saint-Sacrement / Zum heiligen Sakrament

Michel Boulnois: Trois pièces sur des thèmes de la fête du Saint Sacrement (Variations sur Sacris solemnis, paraphrase sur O quam suavis est, Paraphrase de l'Alleluia)
Marie-Louise Girod: Triptyque sur l'Hymne Sacris solemnis
- 19 Viens, sauveur des païens (Nun komm, der Heiden Heiland...)

Pièces sur le theme Veni redemptor gentium – Nun komm der Heiden Heiland von Michael Praetorius, Samuel Scheidt, Dietrich Buxtehude, Johann Pachelbel, A. N. Vetter, Friedrich Wilhelm Zachau, Georg Friedrich Kauffmann, Andreas Kneller, Johann Heinrich Buttstedt, Georg Philipp Telemann, Wilhelm Friedemann Bach, Marcel Paponaud
- 20 La Fugue au XXe siécle / Die Fuge im 20. Jahrhundert

Gaston Litaize: Fugue sur l'Introït Da Pacem
Marie-Louise Girod: Fugue sur le thème de Cl. Lejeune
Jean-Jacques Grunenwald: Fugue sur les jeux d'anches
André Hodeir: Fugue sur les 12 sons
- 21 Johannes Brahms

Douze préludes de chorals / Zwölf Choralpräludien
Mein Jesu, der du mich; Herzlich tut mich verlangen 1 & 2; O Welt, ich muss dich lassen 1 & 2; Schmücke dich, o liebe Seele; Herzlich tut mich erfreuen; O wie selig seid ihr doch; Es ist ein Ros entsprungen; Herzliebster Jesu; O Gott, du frommer Gott; O Traurigkeit; O Herzleid (Prélude et fugue)
- 22 Chaconnes et passacailles

Girolamo Frescobaldi: Passacagli en mi mineur
Girolamo Frescobaldi: Passacagli en sib majeur
Luigi Rossi: Passacaille del Seig Luigi
Jacques Champion de Chambonnières: Chacone en sol majeur
Johann Kaspar Kerll: Passacaglia en ré mineur
Nicolas Lebègue: Chacone grave en sol majeur
Juan Cabanilles: Passacailles du 1er mode
Georg Muffat: Passacaglia en sol mineur
Johann Gottfried Walther: Ciacona sopra I canto fermo
- 23 Pièces funèbres / Trauerstücke

Eustache du Caurroy: Requiem aeternam (Xe Fantaisie)
Samuel Scheidt: Aus tiefer Noth schrey ich zu dir
Johann Sebastian Bach: Choral De profundis (avec Trombones)
Johann Sebastian Bach: Aus tiefer Noth schrei' ich zu dir
Ludovic Panel: Choral-prélude en canon à l'octave
Ludovic Panel: Fugue
Marcel Remy: Prélude funèbre
Auguste Fauchard: In memoriam
- 24 Notre Père / Vater unser

Pièces sur le theme du Notre Père / Stücke über das Thema Vater unser:
Pièces pour orgue de Ulrich Steigleder, Samuel Scheidt (Harmonisation, Canon in unisono, Canon perpétuel), Johann Christoph Bach, Dietrich Buxtehude, Johann Pachelbel, Johann Krieger, Georg Böhm, Georg Friedrich Kauffmann, Johann Schneider, Antoine Reboulot, Simone Plé
- 25 Varia I

Paul Hofhaimer: Fantaisie sur On Freudt verzer
Johann Adam Reincken: Toccata en sol majeur
Jeremiah Clarke: Trois pièces pour harpsichord: A trumpet Minuett; The Serenade; The Prince of Denmark's March
Henry Purcell: Trompette en ut
Georg Friedrich Händel: Largo et allegro en ré majeur
Giovanni Battista Martini: Sonata II (per l’organo)
- 26 Girolamo Frescobaldi (1583–1643)

Douze toccatas (1615) / Zwölf Toccaten
Toccata et Partite d'Involatura di Cembalo, Libro Primo
- 29 Deux Grand'Messes / Zwei Große Messen

Nicolas Lebègue: Messe pour orgue (2e livre d'orgue)
Gaston Litaize: Grand'Messe pour tous les temps
- 30 Antonio de Cabezón (1510–1566)

Œuvres d’Orgue (Fasc. I) / Orgelwerke
Ad Dominum cum Tribularer; 7 Tientos; Ave Maris stella; Veni Creator; Un Quaeant laxis; Te lucis ante terminum; Dic nobis, Maria; Salve Regina
- 32 Girolamo Frescobaldi (1583–1643)

Douze fantaisies (1608) (Fasc. I) / Zwölf Fantasien
- 33 L’Orgue néo-classique / Neoklassische Orgel

Antoine Reboulot: Chaconne en rondeau
Rolande Falcinelli: Prélude à l'Introït du Sacré-Cœur
Philippe Rolland: Communion
Alexandre Cellier: Prélude
Alexandre Cellier: Fugue sur un sujet d'auteur inconnu
Pierre Revel: Méditation
Yves de la Casinière: Fugue
- 34 Antonio de Cabezón (1510–1566)

Œuvres d’Orgue (Fasc. II) / Orgelwerke
Intermèdes pour les Kyrie IV, II, XV, V; Psalmodies pour le Magnificat (Verset dans les 8 tons)
- 35 Girolamo Frescobaldi (1583–1643)

Douze fantaisies (1608) (Fasc. II) / Zwölf Fantasien
- 36 Michel-Richard Delalande (1657–1726)

Suite factice (Transcriptions)
A. Cellier: Prélude de la 1ère symphonie sur des Noëls
A. Cellier: Trio de la Xe symphonie des soupers du Roy
A. Cellier: Muzète du ballet "L'inconnu"
Micheline Lagache: Quatuor de la 8e suite
Georges Robert: Grand air de la 2e suite
Georges Robert: 2e Fantaisie ou caprice
Micheline Lagache: Passacaille ou Grande Pièce de la 10e suite
- 37 Wilhelm-Friedemann Bach (1710–1784)

Les Œuvres d’Orgue (Fasc. I) / Orgelwerke
Chorals: Nun komm der Heiden Heiland; Christe, der du bist Tag und Licht; Jesu meine Freude; Durch Adams Fall; Wir danken dir, Herr Jesu Christ; Was mein Gott will, das gscheh allzeit; Wir Christenleut;Fugues; en ut mineur; en fa majeur; en la mineur "alla capella"; en sib majeur
- 38 Le Tombeau de Gonzalez

Alexandre Cellier: Choral-Prélude
Seth Bingham: Offertoire (sur une chanson espagnole)
Gaston Litaize: Thème et variation sur le nom de Gonzalez
Jean-Jacques Grunenwald: Introduction et Aria
Marie-Louise Girod: Complainte
Olivier Alain: Lacrymae
Georges Robert: Prélude sur les jeux d'Anches
- 39 Claude Le Jeune (1525 ?–1600)

Trois fantaisies instrumentales (Second livre des Mélansges)
Première Fantaisie; Seconde Fantaisie; Fantaisie ad imitationem, Moduli, Benedicta est coelorum Regina (avec trompette et trombone)
- 40 Noëls variés

Jean-Albert Villard: Appelons Nau
Émile Bourdon: Noël 33 de Saboly
Jean Bouvard: Noël vosgien
Henri Doyen: Noël ancient
André Fleury: Variations sur un Noël bourguignon
Jeanne Joulain: Noël flamand
Marcel Paponaud: Ricercare pour le temps de Noël
- 41 Girolamo Frescobaldi (1583–1643)

11 Toccaten (Secondo libro di Toccate... 1627)
- 42 Gaston Litaize

Messe basse pour tous les temps
Prélude; Offertoire; Élévation; Communion; Prière d'action de grâce
- 43 Thomas Babou (18. Jhd.)

Treize piéces (1709–1710) (publiées d'après le manuscrit du Conservatoire Royal de Liège par Pierre Froidebise)
- 45 Wilhelm Friedemann Bach (1710–1784)

Les Œuvres pour orgue (Fasc. II) / Orgelwerke
Huit fugues sans pédale / Acht Fugen ohne Pedal
- 46 Varia II

Jean Huré: Préludes pour une Messe Pontificale
Henri Potiron: Suite brève (d'après la Messe XI)
Albert Alain: Final en sol (sur Cantemus Domino)
Marc de Ranse: Prélude en ré mineur
- 47 Juan Bermudo (1510–?)

Œuvres d’ orgue / Orgelwerke
(D’après la « Declaración de instrumentos musicales 1555 ») Conditor alme siderum; Ave Maris Stella; Pange lingua Gloriosi; Vexilla regis; Veni Creator Spiritus; Cantus del primero por elami; Cantus del primero por mi; Cantus del octavo por elami; Cantus del modo primero con resabios de quarto; Cantus del modo quarto; Cantus del modo sexto verdadero; Cantus del modo octavo; Tiento
- 48 Préludes à l’introït / Vorspiele zum Einzug

Olivier Alain: Introït-Récitatif pour le 2e dim. après l'Epiphanie
Michel Boulnois: Prélude à l'Introït pour l'Annonciation
Pierre Camonin: Prélude à l'Introït de la Fête-Dieu
Maurice Duruflé: Prélude sur l'Introït de l'Epiphanie
Rolande Facinelli: Choral-Prélude no 2 à l'Introït du Christ-Roi
André Fleury: Prélude à l'Introït du 16e dim. après la Pentecôte
Jean-Claude Henry: Prélude à l'Introït de la Sexagésime
Dom Clément Jacob: Prélude à l'Introït pour la Fête de la Nativité
J. Joulain: Pour la Fête des Rameaux
Marcel Paponaud: Prélude à l'Introït «Deus Israël»
Simone Plé: Prélude à l'Introït de l'Assomption
Georges Robert: Prélude à l'Introït du 1er dim. de l'Avent
- 49 Tomás de Santa María (ca. 1510–1570)

Œuvres transcrites de L’Arte de tañer Fantasía (1565) (P. Froidebise)
26 Fantaisies. En appendice, conseils de l'auteur pour les mutations rythmiques de l'ornementation et la glose mélodique
- 52 Offertoires / Offertorien

Dom Clément Jacob: Tui sunt caeli
Olivier Alain: Offertoire-Fantaisie pour le 2e dim après l'Epiphanie
Jean-Claude Henry: Offertoire pour la Sexagésime
Michel Boulnois: Offertoire pour l'Annonciation
Marcel Paponaud: Récit de trompette et fonds d'orgue (Ascension)
Pierre Camonin: Offertoire pour la Fête-Dieu (Lauda Sion)
Georges Robert: Offertoire pour le 11e dim. après la Pentecôte
André Fleury: Offertoire pour le 16e dim. après la Pentecôte
Simone Plé: Offertoire pour l'Assomption
Rolande Falcinelli: Offertoire pour le Christ-Roi
Jeanne Joulain: Paraphrase pour la Toussaint
- 53 Marc-Antoine Charpentier (1634–1704)

Transcription pour orgue (J. Bonfils)
Pour un reposoir (Ouverture; Pange lingua; In supremae;Tantum ergo; Amen)
Pour un reposoir (Ouverture; Tantum ergo; Après le Tantum ergo; Amen)Allemande grave; Messe pour plusieurs instruments au lieu des orgues
- 54 Charles Tournemire (1870–1939)

Triple choral Op. 41
- 55–56 André Raison (?–1719)

Premier livre d’orgue (Fasc. I)
Messe du Premier ton; Messe du Deuzième ton
- 57 Élévations / Elevationen

Dom Clément Jacob: Élévation pour le Jour de Noël
Olivier Alain: Récit pour l’Élévation du 2e dim. après l'Epiphanie
Jean-Claude Henry: Élévation pour la Sexagésime
Michel Boulnois: Élévation pour l'Annonciation
Marcel Paponaud: Recueillement (O salutaris hostia)
Jeanne Joulain: Élévation pour le Saint Jour de Pâques
Pierre Camonin: Panis Angelicus (Fête-Dieu)
Georges Robert: Pour une Élévation
André Fleury: Élévation pour le 16e dim. après la Pentecôte
Simone Plé: Élévation pour l’Assomption
Rolande Falcinelli: Élévation pour le Christ-Roi
- 58–59 André Raison (?–1719)

Premier livre d’ orgue (Fasc. II)
Messe du Troizième ton; Messe du Sixiesme ton
- 60 Varia III

Maurice Gay: Entrée de Jésus à Jérusalem
Pierre Foray: Tu aimeras ton prochain comme toi-même
Pierre Foray: Et Marie conservait toutes ces paroles
Pierre Foray: Ils ne sont pas perdus, ils nous ont seulement devancés
Michel Trique: Fugue
- 61 André Raison (?–1719)

Premier livre d’ orgue (Fasc. III)
Messe du Huictiesme ton; Offerte du 5e ton (Vive le Roy des Parisiens)
- 62 Communions / Kommunionsmusiken

Jeanne Joulain: Communion pour tous les temps Adoro te
Rolande Falcinelli: Communion pour le Christ-Roi
Georges Robert: Pour une communion
Pierre Camonin: Communion (Fête-Dieu)
Marcel Paponaud: Pascale
Michel Boulnois: Communion pour l’Annonciation
Jean-Claude Henry: Communion pour la Sexagésime
André Fleury: Communion pour le 16e dim. après la Pentecôte
Simone Plé: Communion pour l’Assomption
Dom Clément Jacob: Communion Viderunt (Noël)
- 63 Ascanio Mayone (?–1627)

Secondo libro di diversi capricci per sonare  (1609) (Fasc. I)
Ricercar del quarto tono; Ricercar del decimo tono; Recercar sopra Ave Maris Stella; Recercar sopra il Canto Fermo di Costantino Festa; Recercar sopra il Canto Fermo di Costantino Festa e per Sonar all’Arpa; Canzone francese: 1a, 2a, 3a, 4a
- 64 Marie-Louise Girod

Suite pour le psaume 23 « L’Éternel est mon berger » (Mélodie de L. Bourgeois)
- 65 Ascanio Mayone (?–1627)

Secondo libro di diversi capricci per sonare (1609) (Fasc. II)
Io mi son giovinetta del Ferabosco; Toccata prima; Toccata seconda; Toccata terza; Toccata Quarta per il Cembalo Cromatico; Partita sopra il Tenore antico, o Romanesca
- 66 Varia IV

Maurice Gay: Bethléem
Marie-Louise Girod: Estans assis aux rives aquatiques
Simone Plé: Sonnons les matines
Jean-Jacques Grunenwald: Pastorale-mystique
Alexandre Cellier: Thème et variations sur Chantez à Dieu chanson nouvelle (avec trompette)
Yves de la Casinière: Prélude et Choral
- 67 Raffi Ourgandjian

Messe en trois parties
Découverte de la Sainte Croix; Séquence méditative; Action de graces
- 68 Louis-Antoine Dornel (ca. 1685–1756)

Livre d’orgue (Fasc. I)
- 69 Louis-Antoine Dornel (ca. 1685–1756)

Livre d’orgue (Fasc. II)
- 70 Liturgie et concert / Liturgie und Konzert

Joseph Reveyron: Deux chorals à Notre-Dame: L’Annonciation; La Maternité
Jean-Yves Daniel-Lesur: Quatre Hymnes: Coelestis Urbs Jerusalem: Creator Alma: Crudelis Herodes Decora lux
Henri Gagnebin: Monologue et fugue
Félicien Georges Wolff: Peinture sur bois
- 71–72 Louis-Antoine Dornel (ca. 1685–1756)

Livre d’orgue (Fasc. III)
- 73 Jean-Pierre Leguay

Au maître de la paix (3 pièces pour grand orgue) Maison de Dieu; Christ lien de la charité; Moisson de joie
- 74

Andrés de Sola (1634–1696)
Tiento de 4° tono; Primer tiento de 1° tono; Segundo tiento de 1° tono
Sebastián Durón (1660–1716)
Primar tiento de 4° tono; Segundo tiento de 4° tono; Tiento de 1° tono
- 75 Sorties /  Musik zum Auszug

Marcel Paponaud: Sur l’Hymne Iste Confessor
Dom Clément Jacob: Sortie (Christe Redemptor Omnium)
Pierre Camonin: Postlude pour la Fête-Dieu
André Fleury: Postlude pour le 16e dim. après la Pentecôte
Michel Boulnois: Pièce terminale pour l’Annonciation
Georges Robert: Final
Jeanne Joulain: Postlude sur le nom de Allan Remsen
Rolande Falcinelli: Cortège funèbre
Jean-Claude Henry: Postlude pour la Sexagésime
- 76 Dieterich Buxtehude (1637–1707)

Chorals / Choräle
Nun komm der Heiden Heiland; Herr Christ, du einig Gottes Sohn (I & II); Gelobet seist du, Jesu Christ (I &II); Der Tag ist so freudenreich; In dulci jubilo
- 77 Michel Corrette (1707–1795)

Nouveau livre de Noëls (Fasc. I)
A la venue de Noël; Joseph est bien marié; Une jeune pucelle; Noël provençal
- 78 Michel Corrette (1709–1795)

Nouveau livre de Noëls (Fasc. II)
Vous qui désirez sans fin; Bon Joseph ecoute moy; Un jour Dieu se résolut; Tous les Bourgeois de Chastres; Chantons je vous prie Noël hautement; Voicy le jour solennel; Je me suis levé; Noël Suisse
- 79 Michel Corrette (1709–1728)

Nouveau livre de Noëls (Fasc. III)
Laissez paître vos bestes; Michaut qui causoit ce grand bruit; Quoy ma voisine est tu; Ecoutés merveilles; Où s’en vont ces gays bergers; Scavez-vous mon cher voisin (Tambourin); Joseph et la Vierge Marie (Tambourin); 2 Noëls (Tambourin); A Minuit fut fait un réveil (Musette et carillon)
- 80 Variations sur le Veni Creator Spiritus / Variationen über Komm, Schöpfer Geist

Joseph Boulnois: Variations 1, 2, 3, 4, Fugue
Kevin Waters: Veni, Creator Spiritus (Canon at the fourth; Cantus in the Pedal; Canon in the octave in the Pedal; Fugato; Cantus in the Pedal I; Cantus in the Pedal II)